# Lady Gaga (Glee)
A Lady Gaga (Theatricality) a Glee – Sztárok leszünk! (Glee) című amerikai filmsorozat 1. évadának 20. része. Az epizódot Ryan Murphy írta és rendezte. 
Az Egyesült Államokban a Fox csatorna sugározta először 2010. május 25-én. Magyarországon az RTL Klub 2011. január 8-án tűzte műsorára. 
Az epizódban a Glee klub egyik tagja, Tina Cohen-Chang (Jenna Ushkowitz) identitásbeli problémákkal küszködik. A kórus női tagjai és Kurt (Chris Colfer) előadásukkal és jelmezeikkel Lady Gaga előtt tisztelegnek, míg a csapat többi férfi tagja a Kiss együttes tagjainak öltözve jelennek meg. Rachel (Lea Michele) találkozik édesanyjával, Shelbyvel (Idina Menzel), aki a rivális Vokál Adrenalin vezetője. Finn (Cory Monteith) édesanyjával Kurt-ékhez költözik, ami egy Finn és Kurt közötti veszekedésbe torkollik. Az epizód során összesen öt dalt dolgoznak fel, amelyek közül mindegyik megjelent digitálisan letölthető kislemezként. A Poker Face, a Bad Romance és a Beth feldolgozásai felkerültek a Glee: The Music, Volume 3 Showstoppers válogatásalbumra.
Az epizódot az Egyesült Államokban 11,5 millióan, míg Magyarországon közel félmillióan tekintették meg. Az epizód nagyrészt pozitív, illetve vegyes fogadtatásban részesült, az Entertainment Weekly írója az egyik kedvenc Glee-epizódjának nevezte. Az MTV írója Terri Schwartz, illetve a CNN kritikusa Lisa Respers France is pozitív véleménynek adtak hangot, és a Madonna előtt tisztelgő Madonna hatalma című részhez hasonlították. O'Malley színészi játékát, illetve a Finn és Kurt között lezajlott eseményeket is pozitívan értékelték, habár a New York Post írója, Jarett Wieselman úgy vélte, hogy a Kurt és édesapja között lejátszódott jelenetek egyre gyakrabban fordulnak elő, ezáltal pedig csökken azok hatása. Henrik Batallones a BuddyTV-től és Mary Hanrahan a Broadway World kritikusa Rachel cselekményszálát nevezték az epizód csúcspontjának, azonban Hanrahan és Kevin Coll a Fused Film-től kritizálta a Poker Face anya-lánya duettként való előadását.

## Fordítás
- Ez a szócikk részben vagy egészben  a   Theatricality című angol Wikipédia-szócikk fordításán alapul.  Az eredeti cikk szerkesztőit annak laptörténete sorolja fel. Ez a jelzés csupán a megfogalmazás eredetét és a szerzői jogokat jelzi, nem szolgál a cikkben szereplő információk forrásmegjelöléseként.